# Sturton by Stow
Sturton by Stow est une paroisse civile et un village du Lincolnshire, en Angleterre.